# Pont du métro sur la Corne d'Or
Le pont du métro sur la Corne d'Or (en turc : Haliç Metro Köprüsü) est un pont à haubans traversant la Corne d'Or à Istanbul et sur lequel passe la ligne M2 du métro d'Istanbul.
Le pont relie le quartier Karaköy dans le district de Beyoğlu et Küçükpazarı dans le district de Fatih. Il est situé entre le pont de Galata et à 200 mètres à l'est du pont Atatürk. Il s'agit du quatrième pont sur la Corne d'Or et il assure une liaison directe entre la station de métro Hacıosman dans le district de Sarıyer et Yenikapı dans le district de Fatih.

## Histoire
L'idée du pont remonte à 1952, mais n'a pris forme que sous le mandat de Kadir Topbaş, maire d'Istanbul (2004-2017). En novembre 2009, la hauteur prévue des tours a été réduite de 82 à 65 mètres après que l'UNESCO a menacé de retirer Istanbul de la Liste du patrimoine mondial.
La construction a duré du 2 janvier 2009 au 9 janvier 2013. Les tests du nouveau métro ont débuté le lendemain et le pont est entré en service le 15 février 2014,.

## Architecture
La conception a été réalisée par l'ingénieur français spécialiste des ponts Michel Virlogeux, qui a également conçu le pont Yavuz Sultan Selim enjambant le détroit du Bosphore, et il a été construit par un partenariat entre la société italienne Astaldi et la société turque Gülermak,.
Le pont a une longueur de 936 mètres et une portée de 460 mètres au-dessus de l'eau. La plus longue travée entre les deux tours mesure 180 mètres et est flanquée de viaducs des deux côtés reliant le pont aux tunnels du métro de chaque côté de la Corne d'Or.